# Euoplos festivus
Euoplos festivus är en spindelart som först beskrevs av William Joseph Rainbow och Robert Henry Pulleine 1918.  Euoplos festivus ingår i släktet Euoplos och familjen Idiopidae.
Artens utbredningsområde är Western Australia. Inga underarter finns listade i Catalogue of Life.